# Duncan White
Duncan M. White (ur. 1 marca 1918 w Lathpandura, zm. 3 lipca 1998 w Nuneaton) – lekkoatleta pochodzący ze Sri Lanki, medalista olimpijski z Londynu. Jest pierwszym medalistą olimpijskim pochodzącym ze Sri Lanki. Na Igrzyskach w Londynie startował również w biegu na 200 m, ale odpadł w eliminacjach.

## Letnie Igrzyska Olimpijskie 1948
| Zawody | 1 Runda | Półfinał | Finał | Miejsce    |
| ------ | ------- | -------- | ----- | ---------- |
| Londyn | 53.6    | 52.6     | 51.8  | 2. miejsce |